# Rob Carlton
Robert "Rob" Carlton es un actor australiano, principalmente conocido por haber interpretado el personaje de Tom Chandon en la serie Chandon Pictures y a Kerry Packer en Paper Giants: The Birth of Cleo.

## Biografía
Rob está casado con la poeta Adrienne Ferreira, la pareja tiene dos hijos gemelos Jim y Leo Carlton.

## Carrera
En 1998 interpretó a David "Kiwi Dave" Crow en la serie policíaca Water Rats en dos episodios, más tarde interpretó a Barry Elliot durante el episodio "Bureaucracy Rules, OK?" en el 2001.
En 2004, apareció como invitado en la serie médica All Saints donde interpretó a Ray Price en el episodio "Clean", posteriormente apareció de nuevo en la serie en el 2006 esta vez interpretando a Hodgie durante el episodio "Breaking Point".
En el 2006 apareció en los cortometrajes How Many Doctors Does It Take to Change a Lightbulb? donde interpretó a un doctor y en Carmichael & Shane donde dio vida Angus Wilson un padre soltero con dos hijos gemelos, los cuales fueron interpretados por sus hijos Leo y Jim.
En el 2007 se unió al elenco de la serie Chandon Pictures donde interpretó a Tom Chandon hasta el 2009. Serie que también dirigió, produjo y escribió.
En el 2010 apareció en la serie Underbelly: The Golden Mile donde interpretó a Neville "Scully" Scullion, un detective corrupto de King Cross.
En el 2012 se unió al elenco de la miniserie Paper Giants: The Birth of Cleo donde interpretó al famoso magnate y empresario Kerry Packer. Ese mismo año se anunció que Rob Interpretaría de nuevo a Packer en la miniserie Paper Giants: The Magazine Wars, secuela de The Birth of Cleo.
También apareció en la película Mabo donde interpretó a Paddy Killoran y se unió al elenco de la serie dramática Conspiracy 365 donde interpretó al villano Vulkan Sligo hasta el final de la serie ese mismo año.
En abril del 2014aparecerá en la película para la televisión Parer's War donde interpretará a Ken G. Hall, un productor de Cinesound.

## Filmografía

### Series de televisión
| Año         | Título                          | Personaje                 | Notas                                |
| ----------- | ------------------------------- | ------------------------- | ------------------------------------ |
| 2016        | Rake                            | Anders                    | episodio # 4.1                       |
| 2013        | Paper Giants: The Magazine Wars | Kerry Packer              | 2 episodios - miniserie              |
| 2012        | Conspiracy 365                  | Vulkan Sligo              | 12 episodios                         |
| 2012        | A Moody Christmas               | Elliot                    | episodio "I'm Walt Roskow"           |
| 2012        | Paper Giants: The Birth of Cleo | Kerry Packer              | 2 episodios - miniserie              |
| 2010        | Underbelly: The Golden Mile     | Neville "Scully" Scullion | 8 episodios                          |
| 2007 - 2009 | Chandon Pictures                | Tom Chandon               | 16 episodios                         |
| 2008        | The Hollowmen                   | Kenny Pratt               | 3 episodios                          |
| 2006        | All Saints                      | Hodgie                    | episodio "Breaking Point"            |
| 2004        | Fireflies                       | Kewie Holman              | 2 episodios                          |
| 2003        | Ocean Star                      | Reg Davies                | 11 episodios                         |
| 2001        | Mcleod's Daughters              | Jed                       | episodio "Don't Mess with the Girls" |
| 2001        | Do or Die                       | Gavin Kovacs              | miniserie                            |
| 2001        | Blue Heelers                    | Barry Lancer              | 2 episodios                          |
| 2000        | Farscape                        | Vija                      | episodio "Home on the Remains"       |
| 2000        | Pizza                           | Vendedor de Perros        | episodio "Crazy Pizza"               |
| 1998        | Water Rats                      | David "Kiwi Dave" Crowe   | 2 episodios                          |
| 1997        | Roar                            | Morvern                   | episodio "Banshee"                   |
| 1995        | Spellbinder                     | Biker                     | episodio "Alien Invasion"            |
| 1995        | Janus                           | Brett Hayes               | episodio "Right to Remain Silent"    |
| 1995        | Eat My Shorts                   | Noel                      | -                                    |
| 1993        | A Country Practice              | Budgie Markham            | 2 episodios                          |
| 1991        | Police Rescue                   | Joven Preso               | episodio "Mad Dog"                   |

### Películas
| Año  | Título                                                    | Personaje        | Notas                                                                               |
| ---- | --------------------------------------------------------- | ---------------- | ----------------------------------------------------------------------------------- |
| 2014 | Parer's War                                               | Ken Hall         | junto a Adelaide Clemens, Nicholas Bell & Matthew Le Nevez                          |
| 2014 | Super Awesome!                                            | Kim Devine       | junto a Guy Edmonds, Matt Zeremes, Simon Burke, Annie Maynard & Brett Stiller       |
| 2012 | Mental                                                    | Jack             | junto a Liev Schreiber, Anthony LaPaglia, Deborah Mailman & Rebecca Gibney          |
| 2012 | Mabo                                                      | Paddy Killoran   | junto a Deborah Mailman, Ewen Leslie, Felix Williamson, Colin Friels & Miranda Otto |
| 2012 | How Many More Doctors Does It Take to Change a Lightbulb? | Doctor           | corto - junto a Shane Emmett, Martin Lynes & Helen Sutermeister                     |
| 2012 | Any Questions for Ben?                                    | Padre de Ben     | junto a Josh Lawson, Rachael Taylor, Christian Clark, Jodi Gordon & Lachy Hulme     |
| 2006 | Carmichael & Shane                                        | Angus Wilson     | corto - junto a Jim Carlton & Leo Carlton                                           |
| 2005 | The Writer                                                | Detective Stone  | corto - junto a Mel Butel, John Flaus & Kim Gyngell                                 |
| 2004 | Strange Bedfellows                                        | Monique          | junto a Michael Caton, Paula Duncan, Roy Billing & Kestie Morassi                   |
| 2004 | Shank                                                     | Michael          | corto - junto a Matt Norman                                                         |
| 2003 | The Night We Called It a Day                              | Lance MacCallum  | junto a Dennis Hopper, Melanie Griffith, Joel Edgerton & Rose Byrne                 |
| 2003 | Super Disco Killer                                        | Barry            | junto a Akmal Saleh, Anthony Mir, Jason Clarke, Richard Carter & Steve Rodgers      |
| 2001 | The Finder                                                | Wheels           | junto a Simon Westaway, Allison Cratchley, Callan Mulvey & Lani John Tupu           |
| 2000 | Muggers                                                   | Freddie          | junto a Jason Barry, Matt Day, Chris Haywood & Marshall Napier                      |
| 1999 | Strange Fits of Passion                                   | Blackson         | junto a Samuel Johnson, Bojana Novakovic, Jack Finsterer & Nathan Page              |
| 1998 | The Venus Factory                                         | Cush             | junto a Amanda Bishop, Lloyd Bissell, Tony Bonner & Ursula Brooks                   |
| 1996 | Boys                                                      | Tom Vare         | junto a Winona Ryder, John C. Reilly, James LeGros & Skeet Ulrich                   |
| 1995 | Eat My Shorts                                             | Noel             | junto a Petra Yared, Richard Cordner & Alexandra Schepisi                           |
| 1992 | Nemesis                                                   | Mesero           | junto a Olivier Gruner, Tim Thomerson, Cary-Hiroyuki Tagawa & Thom Mathews          |
| 1991 | Gotcha                                                    | Surfista         | corto - junto a Daniel D'Amico, Melissa Trovato & Nicholas Papademetriou            |
| 1987 | The Year My Voice Broke                                   | Pierdon          | junto a Noah Taylor, Loene Carmen, Ben Mendelsohn & Bruce Spence                    |
| 1987 | High Tide                                                 | Joven de Pinball | junto a Judy Davis, Claudia Karvan, Frankie J. Holden & Colin Friels                |

### Director, escritor y productor
| Año         | Título             | Notas                                         |
| ----------- | ------------------ | --------------------------------------------- |
| 2007 - 2009 | Chandon Pictures   | 16 episodios - director, escritor & productor |
| 2006        | Carmichael & Shane | corto - escritor & productor                  |

### Teatro
| Año  | Obra     | Personaje | Director (a) | Teatro              | Notas              |
| ---- | -------- | --------- | ------------ | ------------------- | ------------------ |
| 1998 | A-Framed | -         | Bill Levis   | Old Fitzroy Theatre | junto a Dan Wyllie |

## Premios y nominaciones
| Año  | Categoría                             | Premio             | Serie/Película                                                            | Resultado |
| ---- | ------------------------------------- | ------------------ | ------------------------------------------------------------------------- | --------- |
| 2012 | Best Lead Actor in a Television Drama | AACTA Award        | Paper Giants: The Birth of Cleo                                           | Nominado  |
| 2012 | Most Outstanding Actor                | Silver Logie Award | Paper Giants: The Birth of Cleo                                           | Ganador   |
| 2006 | 1st Prize (junto a Alex Weinress)     | Tropfest Award     | Carmichael & Shane                                                        | Ganador   |
| 2006 | Best Male Actor                       | Tropfest Award     | Carmichael & Shane / How Many Doctors Does It Take to Change a Lightbulb? | Ganador   |